# Louis-Auguste d'Affry
 (novembre 2022).
Louis-Auguste Augustin d'Affry, né le 28 août 1713 à Versailles, mort le 10 juin 1793 à Saint-Barthélemy (Suisse), est un général de l'ancien régime qui s'est illustré dans l'armée et la diplomatie et a survécu à la Révolution en restant fidèle au roi Louis XVI.

## Biographie
Louis-Auguste Augustin, comte d'Affry, seigneur de Saint-Barthélémy et de Brétigny, est né en 1713, au château de Versailles. Fils du lieutenant général François d'Affry, colonel des gardes suisses des rois Louis XIV et Louis XV, et de Marie de Diesbach-Steinbrugg, fille du comte de Diesbach- Steinbrugg, colonel d'un régiment suisse au service de la France. 
Il épouse Marie-Élisabeth-Françoise d'Alt, baronne de Prévondavaux.
Il entre en service le 15 avril 1725, comme cadet dans la compagnie de son père au régiment des gardes suisses, il devient enseigne le 14 août 1729, et capitaine commandant la compagnie colonelle le 25 février 1733.
Le 21 janvier 1734, il commande la demi-compagnie de son père, et il se trouve au combat à la bataille de Colorno (1734), ainsi qu’aux batailles de Parme et de Guastalla le 19 septembre 1734, où son père est tué. Le 29 mai 1740, il est fait chevalier de Saint-Louis.
Le 17 juin 1743, il participe à la bataille de Dettingen, et le 2 mai 1744, il obtient le grade de brigadier. Employé à l’armée des Flandres le 1er avril 1745, il se couvre de gloire sur les champs de bataille, notamment à Fontenoy le 11 mai 1745, ainsi qu’au siège de Tournai la même année. Le 11 avril 1746, il devient lieutenant-colonel au régiment des gardes suisses, et il commande son unité le 11 octobre 1746, à la bataille de Rocourt, ainsi que le 2 juillet 1747, à la Bataille de Lauffeld. 
Il est promu maréchal de camp le 1er janvier 1748, et le 15 avril il est envoyé à l’armée des Pays-Bas. Il sert lors du siège de Maastricht, et le 30 novembre 1749, il obtient le commandement d’une autre demi-compagnie de garde suisse, ce qui lui en fait une entière. 
En 1756, il est nommé ambassadeur de Louis XV en Hollande. Il est élevé au grade de lieutenant général le 1er mai 1758, et le 4 juin 1762, il quitte la Hollande pour servir dans le Bas-Rhin. Il est nommé colonel général de tous les régiments suisses au service de la France en 1767 en alternance avec le comte d'Artois, frère du roi, pendant la minorité de ce dernier, puis de 1789 à 1792. Il est créé chevalier des ordres du Roi le 1er janvier 1784. 
Proche des idées nouvelles, franc-maçon, membre de la Loge « La société olympique » en 1786,  il est ami de Voltaire, de Madame de Pompadour, de Madame Adélaïde, de l'Américain Morris. Amoureux des arts, il se fait mécène de Houdon, Vernet et Fragonard. Il donne des fêtes dans ses hôtels particuliers parisiens, rue des Saints-Pères et place Louis-le-Grand (actuelle place Vendôme), réunissant le Paris des arts, de la pensée et de la politique.
En 1791, il est gouverneur militaire de Paris et de la région parisienne, jusqu'à ce que l'assemblée nationale lui demande de choisir entre cette fonction et celle de colonel de la garde suisse du roi Louis XVI. Le 21 juin 1791, il proteste de son dévouement à l'assemblée nationale, et il demande, vu son grand âge, à se faire remplacer à son poste, mais il refuse d’abandonner le Roi tout comme il refuse de participer à un coup d’état fomenté par les armées royalistes. Sa priorité est de maintenir l'alliance avec le nouvel État français et de préserver les intérêts de la Confédération suisse. Sans en avoir le titre, il est, à cette époque, l'ambassadeur des intérêts suisses en France. 
Après avoir été sauvé de justesse des débordements meurtriers à la Conciergerie par le comité exécutif, le comte d'Affry est acquitté par les tribunaux révolutionnaires. Il se retire en Suisse, dans son château de Saint-Barthélemy, dans le pays de Vaud (alors sous domination bernoise), jusqu'à sa mort le 10 juin 1793.
Son fils, Louis d'Affry (1743-1810), est le premier à assurer la présidence annuelle de la Confédération (Landaman) issue de l'Acte de Médiation. Son petit-fils Charles-Philippe sera colonel du 4e Régiment Suisse de Napoléon (1810-1813), s'illustrant notamment pendant la campagne de Russie, puis commandant du 2ème Régiment de la Garde Suisse de Louis XVIII pendant la Restauration, nommé maréchal de camp (général de brigade) en 1818. Il fut commandeur de l'Ordre de la Légion d'Honneur et chevalier de l'Ordre de Saint Louis. Son autre petit-fils, Guillaume, colonel de cavalerie, sera chef de cabinet du roi de Saxe (1816-1827), vivant près du roi au Dresdner Residenzschloss, puis à sa retraite, bailli d'Estavayer, dans le canton de Fribourg (1831-1833). La fille de ce dernier, Laure Ursule d'Affry, épousera le baron Félix de Boccard de Thonon, intendant général (gouverneur plénipotentiaire) pour la famille de Savoie, du comté de Nice (1844-1848), de la Sardaigne (vers 1855), de Turin (capitale de l'Italie de 1861 à 1865) et de sa région, en 1862. Le frère de Laure Ursule d'Affry, Philippe Auguste d'Affry, capitaine de cavalerie, sera le dernier comte d'Affry.      
Le duc de Luynes dans ses mémoires, salue le choix de la personne d'un homme "plein d'esprit" en la personne du comte Louis Auguste d’Affry, en tant qu’ambassadeur de France à La Haye (de 1755 à 1762), centre stratégique des négociations de la fin de la guerre de sept ans, impliquant l’Angleterre et la Prusse, face à l’Autriche, la Russie et la France. Il sera le chef de la délégation française, lors de ces négociations.
Casanova l’évoque très aimablement dans ses mémoires, le comte d’Affry l’avait introduit dans la haute société de La Haye, à la demande du roi, qui avait confié dans cette ville, une mission privée à Casanova, auprès de banquiers.
L'Américain Morris, ambassadeur des États-Unis d’Amérique en France de 1792 à 1794, ancien gouverneur de l’État de New York et l'un des cofondateurs de la constitution américaine, mentionne très amicalement le comte d’Affry dans ses mémoires à diverses reprises. Ils se rendaient fréquemment ensemble, entre autres, au théâtre et au salon de la duchesse de la Rochefoucauld.  
Il était un proche de la marquise de Pompadour et manigançait en secret avec elle, comme l’atteste une lettre écrite de la main de la marquise, retrouvée dans les archives d’Affry à Fribourg.